# 六所神社 (世田谷区赤堤)
六所神社（ろくしょじんじゃ）とは、東京都世田谷区赤堤にある神社。地名を冠して赤堤六所神社（あかつつみろくしょじんじゃ）とも通称される。

## 概要
1584年（天正12年）に創建された。平貞盛の末裔の服部貞殷が、武蔵国府中の武蔵総社六所宮（現大國魂神社）の分霊を勧請して創建したのが起源である。
服部家の祈願所という位置づけの神社であったが、近隣住民の崇敬も厚く、赤堤村の鎮守でもあった。旧別当寺は、服部家ゆかりの西福寺である。

## 交通アクセス
- 松原駅より徒歩3分。